# Nic Woods
Pour les articles homonymes, voir Woods.
Nic Woods est un joueur de hockey sur gazon néo-zélandais évoluant au poste de milieu de terrain avec le club allemand de Hamburger Polo Club et avec l'équipe nationale néo-zélandaise.

## Biographie
Nic est né le 26 août 1995 à Hamilton.

## Carrière
Il a été appelé en équipe nationale première en 2016 pour concourir aux Jeux olympiques d'été à Rio de Janeiro, au Brésil,.

## Palmarès
- : 2e à la Coupe d'Océanie en 2015
- : 2e aux Jeux du Commonwealth en 2018
- : 2e à la Coupe d'Océanie en 2019